# Campionati Internazionali di Sicilia 2002 - Qualificazioni singolare
Le qualificazioni del singolare dei Campionati Internazionali di Sicilia 2002 sono state un torneo di tennis preliminare per accedere alla fase finale della manifestazione. I vincitori dell'ultimo turno sono entrati di diritto nel tabellone principale. In caso di ritiro di uno o più giocatori aventi diritto a questi sono subentrati i lucky loser, ossia i giocatori che hanno perso nell'ultimo turno ma che avevano una classifica più alta rispetto agli altri partecipanti che avevano comunque perso nel turno finale.
Le qualificazioni del torneo Campionati Internazionali di Sicilia 2002 prevedevano 32 partecipanti di cui 4 sono entrati nel tabellone principale.

## Teste di serie
1. Arnaud Di Pasquale (secondo turno)
2. Oliver Gross (Qualificato)
3. Martín Vassallo Argüello (primo turno)
4. Rubén Ramírez Hidalgo (ultimo turno)

1. Filippo Volandri (Qualificato)
2. Juan Giner (ultimo turno)
3. Marc López (secondo turno)
4. Juan Antonio Marín (Qualificato)

## Qualificati
1. Marcello Craca
2. Oliver Gross

1. Filippo Volandri
2. Juan Antonio Marín

## Tabellone

### Legenda
| - Q = Qualificato - WC = Wild card - LL = Lucky loser | - ALT = Alternate - SE = Special Exempt - PR = Protected Ranking | - w/o = Walkover - r = Ritirato - d = Squalificato |

### Sezione 1
|  | Primo turno     | Primo turno     | Primo turno     | Primo turno | Primo turno |  |  | Secondo turno | Secondo turno      | Secondo turno      | Secondo turno | Secondo turno |   |   | Ultimo turno | Ultimo turno   | Ultimo turno   | Ultimo turno | Ultimo turno |  |
|  |                 |                 |                 |             |             |  |  |               |                    |                    |               |               |   |   |              |                |                |              |              |  |
|  |                 |                 |                 |             |             |  |  |               |                    |                    |               |               |   |   |              |                |                |              |              |  |
|  |                 |                 |                 |             |             |  |  | 1             | Arnaud Di Pasquale | Arnaud Di Pasquale | 2             | 4             |   |   |              |                |                |              |              |  |
|  | Marcello Craca  | Marcello Craca  | 5               | 6           | 6           |  |  |               | Marcello Craca     | Marcello Craca     | 6             | 6             |   |   |              |                |                |              |              |  |
|  | Leonardo Azzaro | Leonardo Azzaro | 7               | 4           | 2           |  |  |               |                    |                    |               |               |   |   |              | Marcello Craca | Marcello Craca | 6            | 6            |  |
|  | Stefano Cobolli | Stefano Cobolli | Stefano Cobolli | 6           | 6           |  |  |               |                    | 6                  | Juan Giner    | Juan Giner    | 4 | 2 |              |                |                |              |              |  |
|  | Fabio Fazzari   | Fabio Fazzari   | Fabio Fazzari   | 2           | 4           |  |  |               | Stefano Cobolli    | 7                  | 0             | 2             |   |   |              |                |                |              |              |  |
|  | 6               | Juan Giner      | Juan Giner      | 6           | 7           |  |  | 6             | Juan Giner         | 5                  | 6             | 6             |   |   |              |                |                |              |              |  |
|  |                 | Ashley Fisher   | Ashley Fisher   | 1           | 64          |  |  |               |                    |                    |               |               |   |   |              |                |                |              |              |  |

### Sezione 2
|  | Primo turno         | Primo turno          | Primo turno          | Primo turno | Primo turno |  |  | Secondo turno | Secondo turno | Secondo turno | Secondo turno | Secondo turno |    |   | Ultimo turno | Ultimo turno | Ultimo turno | Ultimo turno | Ultimo turno |  |
|  |                     |                      |                      |             |             |  |  |               |               |               |               |               |    |   |              |              |              |              |              |  |
|  | 2                   | Oliver Gross         | Oliver Gross         | 6           | 6           |  |  |               |               |               |               |               |    |   |              |              |              |              |              |  |
|  |                     | Francesco Palpacelli | Francesco Palpacelli | 4           | 2           |  |  | 2             | Oliver Gross  | Oliver Gross  | 6             | 6             |    |   |              |              |              |              |              |  |
|  | Renzo Furlan        | Renzo Furlan         | Renzo Furlan         | 6           | 6           |  |  |               | Renzo Furlan  | Renzo Furlan  | 3             | 2             |    |   |              |              |              |              |              |  |
|  | Didac Perez-Minarro | Didac Perez-Minarro  | Didac Perez-Minarro  | 4           | 4           |  |  |               |               |               |               |               |    |   | 2            | Oliver Gross | Oliver Gross | 7            | 6            |  |
|  | Daniel Elsner       | Daniel Elsner        | Daniel Elsner        | 6           | 6           |  |  |               |               |               | Daniel Elsner | Daniel Elsner | 64 | 1 |              |              |              |              |              |  |
|  | František Čermák    | František Čermák     | František Čermák     | 3           | 2           |  |  |               | Daniel Elsner | 0             | 6             | 6             |    |   |              |              |              |              |              |  |
|  | 7                   | Marc López           | Marc López           | 6           | 6           |  |  | 7             | Marc López    | 6             | 3             | 0             |    |   |              |              |              |              |              |  |
|  |                     | Simone Vagnozzi      | Simone Vagnozzi      | 2           | 3           |  |  |               |               |               |               |               |    |   |              |              |              |              |              |  |

### Sezione 3
|  | Primo turno   | Primo turno              | Primo turno              | Primo turno | Primo turno |  |  | Secondo turno | Secondo turno    | Secondo turno    | Secondo turno    | Secondo turno    |   |   | Ultimo turno | Ultimo turno  | Ultimo turno  | Ultimo turno | Ultimo turno |  |
|  |               |                          |                          |             |             |  |  |               |                  |                  |                  |                  |   |   |              |               |               |              |              |  |
|  |               | Igor' Andreev            | Igor' Andreev            | 6           | 7           |  |  |               |                  |                  |                  |                  |   |   |              |               |               |              |              |  |
|  | 3             | Martín Vassallo Argüello | Martín Vassallo Argüello | 4           | 5           |  |  | Igor' Andreev | Igor' Andreev    | Igor' Andreev    | 7                | 6                |   |   |              |               |               |              |              |  |
|  | Mariano Hood  | Mariano Hood             | Mariano Hood             | 6           | 6           |  |  | Mariano Hood  | Mariano Hood     | Mariano Hood     | 5                | 3                |   |   |              |               |               |              |              |  |
|  | Gorka Fraile  | Gorka Fraile             | Gorka Fraile             | 3           | 4           |  |  |               |                  |                  |                  |                  |   |   |              | Igor' Andreev | Igor' Andreev | 4            | 4            |  |
|  | Devin Bowen   | Devin Bowen              | Devin Bowen              | 6           | 6           |  |  |               |                  | 5                | Filippo Volandri | Filippo Volandri | 6 | 6 |              |               |               |              |              |  |
|  | Gianluca Naso | Gianluca Naso            | Gianluca Naso            | 3           | 3           |  |  |               | Devin Bowen      | Devin Bowen      | 1                | 1                |   |   |              |               |               |              |              |  |
|  | 5             | Filippo Volandri         | Filippo Volandri         | 6           | 6           |  |  | 5             | Filippo Volandri | Filippo Volandri | 6                | 6                |   |   |              |               |               |              |              |  |
|  |               | Giovanni Valenza         | Giovanni Valenza         | 1           | 1           |  |  |               |                  |                  |                  |                  |   |   |              |               |               |              |              |  |

### Sezione 4
|  | Primo turno            | Primo turno            | Primo turno            | Primo turno           | Primo turno |  |  | Secondo turno | Secondo turno         | Secondo turno         | Secondo turno      | Secondo turno      |   |   | Ultimo turno | Ultimo turno          | Ultimo turno          | Ultimo turno | Ultimo turno |  |
|  |                        |                        |                        |                       |             |  |  |               |                       |                       |                    |                    |   |   |              |                       |                       |              |              |  |
|  | 4                      | Rubén Ramírez Hidalgo  | Rubén Ramírez Hidalgo  | Rubén Ramírez Hidalgo | W-O         |  |  |               |                       |                       |                    |                    |   |   |              |                       |                       |              |              |  |
|  |                        | Rudolfo Paganini       | Rudolfo Paganini       | Rudolfo Paganini      |             |  |  | 4             | Rubén Ramírez Hidalgo | Rubén Ramírez Hidalgo | 7                  | 6                  |   |   |              |                       |                       |              |              |  |
|  | Andreas Seppi          | Andreas Seppi          | Andreas Seppi          | 6                     | 6           |  |  |               | Andreas Seppi         | Andreas Seppi         | 64                 | 4                  |   |   |              |                       |                       |              |              |  |
|  | Alessandro Amoroso     | Alessandro Amoroso     | Alessandro Amoroso     | 0                     | 1           |  |  |               |                       |                       |                    |                    |   |   | 4            | Rubén Ramírez Hidalgo | Rubén Ramírez Hidalgo | 4            | 2            |  |
|  | Alessio Di Mauro       | Alessio Di Mauro       | Alessio Di Mauro       | 7                     | 6           |  |  |               |                       | 8                     | Juan Antonio Marín | Juan Antonio Marín | 6 | 6 |              |                       |                       |              |              |  |
|  | Emilio Benfele Álvarez | Emilio Benfele Álvarez | Emilio Benfele Álvarez | 5                     | 4           |  |  |               | Alessio Di Mauro      | 6                     | 3                  | 3                  |   |   |              |                       |                       |              |              |  |
|  | 8                      | Juan Antonio Marín     | Juan Antonio Marín     | 6                     | 6           |  |  | 8             | Juan Antonio Marín    | 4                     | 6                  | 6                  |   |   |              |                       |                       |              |              |  |
|  |                        | Alessandro Ciappa      | Alessandro Ciappa      | 1                     | 3           |  |  |               |                       |                       |                    |                    |   |   |              |                       |                       |              |              |  |